# Antonio Seoane Hoyos
Antonio Seoane Hoyos (castellà: Antonio Seoane)  (Alcalá del Río, 1790 - El Puerto de Santa María, 1864) va ser un militar i polític liberal espanyol, ministre durant la minoria d'edat d'Isabel II.

## Biografia
D'ideologia liberal, en 1809 va ingressar a la Guàrdia de corps i en 1812 fou un dels oficials que va protestar pel nomenament del duc de Wellington com a cap de les tropes espanyoles. En maig de 1816 va embarcar cap a Amèrica amb el mariscal José de la Serna i va participar en les campanyes de les guerres d'independència hispanoamericanes fins a la derrota espanyola en la batalla d'Ayacucho. En tornar a la Península va donar suport el pronunciament de Rafael del Riego a Las Cabezas de San Juan.
Va combatre en la Primera Guerra Carlina i sempre es va alinear al costat del regent Baldomero Espartero. Fou elegit diputat per Sevilla i Lugo a les Corts de 1834 i 1836, per Lugo a les de 1837 i per Lugo i Màlaga a les de 1839. De maig a juny de 1836 fou ministre de Guerra en el gabinet de Francisco Javier de Istúriz. També fou president del Congrés dels Diputats de l'1 de setembre al 30 de setembre de 1837. De 1840 a 1841 fou capità general de València i de 1842 a 1843 capità general de Catalunya interí, tocant-li lidiar amb la resistència de la ciutat quan va intentar cobrar la multa de dotze milions de rals que els va imposar el regent. Després fou ascendit a tinent general i nomenat Capità General de Castella la Nova. Va ser elegit senador per la província de Badajoz en 1841 i 1842 i per la província de Múrcia en 1843. En 1843 va organitzar la defensa a Madrid d'Espartero contra les forces de Ramón María Narváez, però fou derrotat i fet presoner.